# اوژن فان روسبروک
اوژن فان روسبروک (انگلیسی: Eugène Van Roosbroeck; ۱۳ مهٔ ۱۹۲۸ – ۲۸ مارس ۲۰۱۸) دوچرخه‌سوار اهل بلژیک بود.
وی در مسابقات کشوری و بین‌المللی در مجموع برندهٔ ۱ مدال طلا شده‌است.